# Die Frau meines Lebens
Die Frau meines Lebens ist ein französisch-deutsches Filmdrama von Régis Wargnier aus dem Jahr 1986.

## Handlung
Simon Manuel ist Geiger in einem Orchester, das seine Frau Laura vor zehn Jahren aufgebaut hat. Seit Jahren ist er Alkoholiker, der vor Auftritten die Minibar des Hotels leert. Vor seinen Kollegen, vor allem dem Pianisten Xavier und dem Kontrabassisten Bernard, versucht er den Schein zu wahren, doch weiß jeder, wie es um ihn steht. Bei einem Auftritt vor Kameras fällt Simon in Ohnmacht. Zurück in Paris, will er am liebsten vor Laura fliehen, doch ist ihre Liebe zu stark, um ihn gehen zu lassen. In der Wohnung hat sie sämtliche Weinflaschen vor ihm versteckt, doch verraten ihm Xaviers kleine Kinder, wo der Alkohol zu finden ist. Er beginnt zu trinken; als die Jungen die Weinflaschen erneut verstecken wollen, schlägt er sie und flüchtet anschließend, über sich selbst entsetzt, aus der Wohnung. In einer Bar versucht er, Wein zu trinken, doch zittern seine Hände zu stark. Er beginnt über dem vollen Glas zu weinen, bis ihm ein Fremder das Glas an die Lippen hebt. Es handelt sich um den Schiffsbauer Pierre, der Simon mit zu sich nach Hause nimmt. Er kümmert sich um ihn, wäscht ihn und legt ihn schlafen. Am nächsten Tag besorgt er ihm saubere Kleidung und bietet Simon an, sich jederzeit an ihn wenden zu können. Er selbst war früher selbst Alkoholiker und hat von einem Fremden Hilfe erhalten. Seit vielen Jahren ist er trocken. Simon leugnet, Alkoholiker zu sein, erleidet jedoch schon wenigen Stunden außer Haus einen Rückfall und betrinkt sich, und kehrt sofort zu Pierre zurück.
Pierre beginnt mit Simon am Entzug zu arbeiten. Die erste Etappe, 24 Stunden trocken zu bleiben, ist schwer für Simon, der bald ein starkes Verlangen nach Alkohol verspürt. Er randaliert in Pierres Wohnung, in der sich kein Alkohol befindet, schläft nach der Einnahme von Tabletten jedoch ein. Am Abend nimmt ihn Pierre zu einer Sitzung der Anonymen Alkoholiker mit, wo die junge Sylvia zum ersten Mal anwesend ist. Simon schafft es, den ersten Tag ohne Alkohol zu bleiben. Von Laura hält er sich fern, befürchtet er doch in ihrer Gegenwart einen Rückfall zu erleiden. Als sie vor Pierres Wohnung steht, schickt er sie fort. Ständige Stimmungsschwankungen bestimmen die nächsten Tage. Erst nach einer längeren Zeit der Alkoholabstinenz kehrt Simon zu Laura zurück. Er ist sich unsicher, ob er weiterhin Musik machen wird, steht für ihn doch er selbst, und nicht die Musik, im Mittelpunkt. Laura macht ihm deutlich, dass sie das Orchester aufgeben wird, wenn er nicht mehr dabei sein sollte.
Kurz vor einer Probe erhält Simon einen Anruf von Sylvia, die rückfällig zu werden droht. Er eilt zu ihr, wird jedoch von ihrem Freund geschlagen. Daher erscheint er – mit Sylvia – zu spät zur Probe. Weil Sylvia sich dem Orchester betrunken als Alkoholikerin vorstellt, wirft Bernard beide raus, das Orchester sei doch keine Selbsthilfegruppe. Laura ist unterdessen auf der Suche nach Simon zu den Anonymen Alkoholikern gegangen, wo sie Pierre trifft. Sie stellt sich ihm als Karin vor, und er vermutet in ihr eine Trinkerin. Er gibt ihr seine Karte, falls sie Hilfe brauche. Simon lässt Sylvia bei sich übernachten, weswegen Laura verzweifelt zu Pierre geht und bei ihm übernachtet; beide schlafen miteinander. Am nächsten Tag haben Simon und Laura Streit, weil sie ihm nicht sagen will, wo sie war. Demonstrativ trinkt sie vor ihm Hochprozentigen und lässt ein angefangenes Glas auf dem Tisch stehen. Er macht ihr deutlich, dass er sich von ihr auf Zeit trennen und zu Pierre ziehen will. Sie begibt sich erneut zu Pierre, der inzwischen aus einem Programmheft ihre wahre Identität erfahren hat. Er wirft ihr vor, ein Spiel zu spielen, und erklärt ihr, wie krank er einst war. Beim Segeln auf dem Meer fiel seine Frau über Bord, und er war zu betrunken, um aufzustehen. Seither meidet er Alkohol und die offene See. Laura geht. Simon erfährt wenig später, dass sich Sylvia mit nahezu reinem Alkohol das Leben genommen hat. Er spielt für sie in seiner Villa auf der Geige und geht dann zur Orchesterprobe. Laura bittet ihn, sie zu verlassen. Sie hat erkannt, dass er mit ihr zusammen immer scheitern wird. Simon tritt schließlich auf einem Konzert wieder als Geiger in Erscheinung. Pierre hat ihn begleitet, eröffnet ihm aber kurz vor der Vorstellung, dass er aus Paris weggehen und sich in der Bretagne niederlassen wird. Simon weiß noch nicht, ob er ihn dort je besuchen wird.

## Produktion
Die Frau meines Lebens war das Regiedebüt von Régis Wargnier, der zuvor als Regieassistent gearbeitet hatte. Die Kostüme schufen Christine Guégan und Corinne Jorry, die Filmbauten stammen von Jean-Jacques Caziot. Der Film kam am 8. Oktober 1986 in die französischen Kinos, wo er von 893.589 Zuschauern gesehen wurde. Er erschien am 27. August 1987 in den bundesdeutschen Kinos und wurde am 25. April 1988 auf Video veröffentlicht. In die Kinos der DDR kam der Film am 29. September 1989. Auf DVD erschien Die Frau meines Lebens im April 2012.
Das Lied T’en va pas, das im Film von Elsa Lunghini und Jane Birkin gesungen wird, wurde der erste Nummer-1-Hit von Elsa Lunghini.

## Kritik
Der film-dienst empfand am Film „die einfallsreiche Bildsprache und das humane Engagement“ bemerkenswert. Für Cinema war der Film eine „einfühlsame Studie eines Neuanfangs“. „Regisseur Regis Wargnier, ehemaliger Assistent von Claude Chabrol, inszenierte ein Alkoholikerstück […] mit der filmüblichen Dramatik“, befand Der Spiegel.

## Auszeichnungen
Régis Wargnier gewann für Die Frau meines Lebens 1987 einen César in der Kategorie Bestes Erstlingswerk. Der Film erhielt vier weitere César-Nominierungen: in den Kategorien Bester Hauptdarsteller (Christophe Malavoy), Beste Hauptdarstellerin (Jane Birkin), Bester Nebendarsteller (Jean-Louis Trintignant) und Beste Nachwuchsdarstellerin (Dominique Blanc).